# Iglesia de San Martín de Tiobre
La iglesia de San Martín de Tiobre es la iglesia parroquial de Tiobre, en el municipio español de Betanzos. Está situada en el lugar de Betanzos-O-Vello. Se puede afirmar que es uno de los ejemplos mejor conservados de iglesia rural románica de finales del siglo XII y principios del XIII en la provincia de La Coruña.

## Ubicación
Se llega a través de la carretera que conduce a Ferrol, tomando un desvío señalizado a un kilómetro de la salida de Betanzos. El templo de Tiobre está situado en lo alto de una colina sobre la que se levanta un castro. Se encuentra en un lugar aislado, aunque cercano a las casas que conforman el lugar.

## Historia

### Origen
El origen de la iglesia no está claro. En cualquier caso, estas dos opiniones no tienen ningún respaldo documental. Por una parte, el historiador Martínez Santiso data la fundación de la iglesia en época de la predicación del Apóstol Santiago en tierras gallegas.

Durante el reinado de Constantino, y por consecuencia del edicto otorgando la paz a la iglesia, reedificose el templo que en Betanzos había erigido el Apóstol Santiago; se dedicó al Divino Salvador.

La base de esta teoría radica en que en el siglo XIX apareció una moneda con la efigie del emperador romano Constantino I  y, además, que se descubrió bajo el altar mayor de la iglesia una lápida de piedra con el rostro de este emperador romano.
Otros autores datan la construcción en el siglo VIII, atribuyéndola a los suevos, debido al "dragón" que apareció en el campanario de la iglesia. Esta idea es de Antonio Neira de Mosquera: “esta iglesia es un documento histórico de la dominación sueva en esa parte de Galicia …”. El autor finaliza con este análisis:

Concluiremos por decir a nuestros lectores que la iglesia de San Martín de Tiobre es una medalla que comprueba la antigüedad de Betanzos, célebre ya desde los tiempos heroicos en que el rey Brigo tuvo la humorada de llegar hasta allí, para fundar, como dice la historia una población combatida más tarde por las águilas romanas, y que como este monumento habrá otros muchos que debían ocupar la atención de los eruditos, en beneficio de la claridad, tan poco usada en muchos periodos de nuestra celebre, interesante y gloriosa historia.

### Evolución
Sin embargo, aparece mencionada en documentos del siglo IX, concretamente del año 830 en el que se enumeran las iglesias pertenecientes al obispado de Iria-Compostela. En el año 868, en un documento de Tructino, delegado real del rey Alfonso III, aparece en una lista de las iglesias de Nendos; en esta lista aparece San Martín como patrón; y aparece mencionada en otro documento referido a la iglesia y al castillo de A Espenuca.
También fue mandada consagrar por Gelmírez entre 1108 y 1112, junto a otras iglesias como la de Nendos, mandato llevado a cabo por Juan Rodríguez, arcediano de aquella región y canónigo de Santiago de Compostela. Aparece citada en una bula del papa Alejandro III, fechada el 20 de marzo de 1178, en la que se confirman todos los privilegios y posesiones de la Iglesia compostelana. A finales del siglo XII formó parte de la donación que el rey Alfonso IX de León hizo a la iglesia de Santiago, pasando así a la Sede compostelana todos los derechos reales que ésta tenía, entre otros, en el santuario de San Martín de Teyoure (Tiobre).
El núcleo principal de la villa de Betanzos estuvo en Tiobre, hasta que en 1219 se trasladó a su emplazamiento contemporáneo. Por delante de la iglesia pasaba el Camino Inglés que venía de Ferrol para unirse al que venía de Irijoa frente al santuario de Nuestra Señora de los Remedios, después de bajar por el lugar de Caraña, lo que aumentó notablemente su importancia durante el periodo de máximo apogeo de la peregrinación a Compostela.
En 1858, siendo párroco Manuel Rodiño, sufrió una remodelación en la que se perdió el dragón y varios de sus símbolos históricos característicos. En 1972 la iglesia fue renovada nuevamente. En 2025, parte de uno de los muros de la iglesia se derrumbó debido a una tormenta.

## Descripción
Tiene planta rectangular con una nave y un ábside también rectangulares.
En el interior, el espacio intermedio entre el presbiterio y la nave está delimitado por un arco triunfal apuntado, sostenido por semicolumnas adosadas, con capiteles que mezclan hojas, volutas y cabezas. Toda la ornamentación se concentra en el exterior de la fachada principal. La puerta rectangular está inscrita en un tímpano con escasa decoración y sobre ella destacan arquivoltas de medio punto con cuatro columnas sobre las jambas con capiteles corintios con decoración vegetal. Destaca la doble espadaña, rematada con cuerpo triangular rodeado de pináculos. Las paredes del edificio están hechas de granito y el techo a dos aguas está cubierto con tejas curvas.
Como en muchas iglesias de la Galicia rural, el cementerio aparece dentro del recinto del atrio, formando un complejo donde conviven la parroquia de los difuntos y la parroquia de los vivos.